# عشق بورزید، نه جنگ

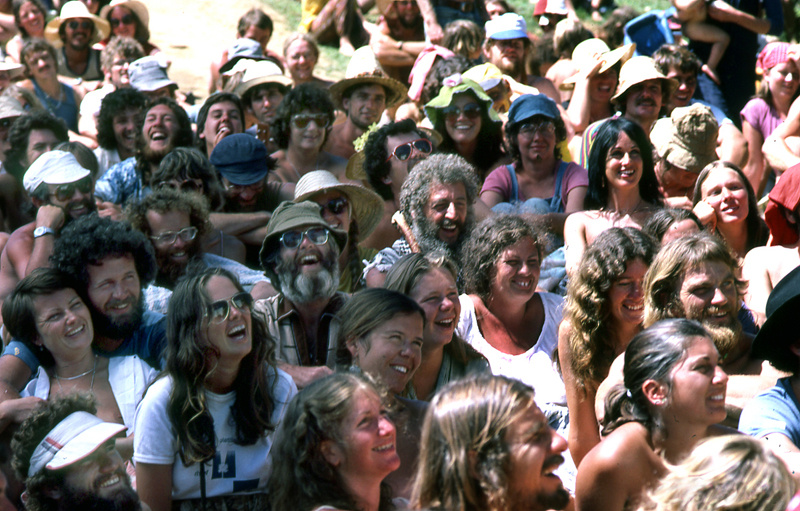
این شعار، محبوب خرده‌فرهنگ هیپی نیز بود.

«عشق بورزید، نه جنگ» (به انگلیسی: Make love, not war) شعاری مهم و فراگیر در تاریخ آمریکا (و بخصوص در دهه ۱۹۶۰ و ۱۹۷۰ میلادی) بوده‌است.
این شعار توسط مخالفین جنگ ویتنام و علیه دولت آمریکا به کار می‌رفت. از گرشون لگمن (به انگلیسی: Gershon Legman) به عنوان ابداع‌کننده شعار نام برده شده‌است.
این شعار در خارج آمریکا (در اروپا به‌طور مثال
) نیز شهرت داشت. به‌طور نمونه، جان لنون در آهنگ Mind Games خود در سال ۱۹۷۳ این شعار را به کار برد.